# منصور كندي
منصور كندي هي قرية في مقاطعة مياندوآب، إيران. يقدر عدد سكانها بـ 204 نسمة بحسب إحصاء 2016.